# Aḩmadābād-e Raẕavī
Aḩmadābād-e Raẕavī är en ort i Iran.   Den ligger i provinsen Kerman, i den centrala delen av landet, 700 km sydost om huvudstaden Teheran. Aḩmadābād-e Raẕavī ligger 1 494 meter över havet och antalet invånare är 564.
Terrängen runt Aḩmadābād-e Raẕavī är en högslätt. Runt Aḩmadābād-e Raẕavī är det ganska glesbefolkat, med 42 invånare per kvadratkilometer. Närmaste större samhälle är Rafsanjān, 7,1 km öster om Aḩmadābād-e Raẕavī. Trakten runt Aḩmadābād-e Raẕavī är ofruktbar med lite eller ingen växtlighet.